# Покровская церковь (Саратов)
Храм Покрова Пресвятой Богородицы, что на горах — православный храм в Саратове Саратовской и Вольской епархии Русской православной церкви. Построен в 1876—1883 годах архитектором Алексеем Марковичем Салько.
Закрыт 19 декабря 1929 года, в здании располагалось общежитие экономического института, художественные мастерские, в 1931 году снесена колокольня. В январе 1992 года был возвращён верующим, 14 октября 2000 года основной придел освящён иерейским чином, 10 ноября 2001 года — левый придел.
Центральный престол храма — в честь Покрова Божией Матери, в левом приделе — во имя святого праведного Иоанна Кронштадтского, есть дополнительный переносной престол. Престол левого придела полным чином не освящен, над ним совершен лишь чин положения Святого Антиминса.
Настоятель храма — Митрополит Саратовский и Вольский Игнатий (Депутатов)

## Архитектура и убранство храма

### Деревянный храм
В 1859 году на площади при пересечении улиц Александровской (современной М. Горького) и Большой Горной тщанием саратовского купца Воронова был возведен деревянный трехпрестольный храм. Главный его престол был освящен во имя Покрова Пресвятой Богородицы; придельные – во имя святых: апостола и евангелиста Иоанна Богослова и пророка Божия Илии и во имя святых пророка, Предтечи и Крестителя Господня Иоанна, мц. Наталии и прмц. Феодосии. Однако эта деревянная церковь была холодной и не вмещала всех прихожан.

### Каменный храм
В середине 1870-х годов главным саратовским архитектором А. М. Салько было спроектировано новое здание, каменное, с пятью куполами. Проект был утверждён в 1876 году, средства на строительство собирались в основном за счёт местных купцов и мещан, которые также даровали строительные материалы и иконы. Строительство было завершено в 1882 году, после чего внутренняя отделка продолжалась ещё два года.
Освящение храма состоялось 20 января 1885 года. В отличие от первой Покровской церкви приделы нового храма были в честь Казанской иконы Божией Матери (правый) и во имя Пресвятой Живоначальной Троицы (левый).
Воскресная школа открылась в 1893 году. При храме имелась также церковно-приходская школа, которая помещалась на втором этаже большого каменного дома, стоящего рядом с храмом (в настоящее время – средняя школа №30). Здесь же позднее находились и женские Покровские рукодельные классы. Нижний этаж здания занимала городская богадельня. Кроме этого, церковь имела еще 3 здания, где жили церковнослужители, в 15 верстах от Саратова ферму и хутор в 12 домов со 108-ю жителями.
В 1895 году была построена 5-ярусная колокольня, в которой 28 мая 1902 года был оборудован придел в честь Иверской иконы Божией Матери.

### В годы советской власти
С приходом новой власти к 1918 году была национализирована вся собственность храма, в том числе дома для духовенства и ферма.
В 1920-е годы храм оставался в ведении Православной Церкви и не перешёл к обновленцам.
19 декабря 1929 года храм был закрыт, его здание передано под общежитие Планового (экономического) института. В колокольне разместился детский сад.
В 1931 году купола церкви были разобраны, а колокольня взорвана. Была предпринята попытка взрыва и самого храма, окончившаяся неудачей. Внутри здания был проведён ремонт, в результате которого была утрачена настенная роспись. С 1970-х годов в бывшем храме находились мастерские саратовских художников.

## Возрождение храма
В январе 1992 года полуразрушенное, захламлённое здание было передано Саратовской епархии.
1 февраля 1992 года силами прихожан началось возрождение возвращённой святыни. Трудами протоиерея Василия Стрелкова и силами прихожан над храмом вновь поднялись купола и ему возвращен прежний вид.
Первая литургия состоялась в Лазареву субботу 18 апреля 1992 года в расчищенном и частично отремонтированном левом приделе. Для придела, в котором был установлен временный иконостас, архиепископ Пимен (Хмелевский) подписал антиминс в честь Казанской иконы Божией Матери.
В барабане северо-западного купола была размещена временная звонница.
С сентября 1997 года велись работы по восстановлению центрального престола и полов.
В марте 1999 года в правом и левом приделах были установлены иконостасы.
В день престольного праздника, 14 октября 2000 года, настоятелем храма протоиереем Василием Антиповым был совершен Чин положения Святого Антиминса над главным престолом храма.
10 ноября 2001 года им же был совершен Чин положения Святого Антиминса над престолом левого придела (б. Троицкий), освященного во имя святого праведного Иоанна пресвитера, Кронштадтского чудотворца.
18 декабря 2004 года епископ Саратовский Лонгин (Корчагин) подписал антиминс для восстановленного правого придела храма (б. Казанский), освященного в честь Иверской иконы Божией Матери. Чин положения Святого Антиминса над престолом придела 4 января 2005 года совершил протоиерей Василий Антипов.
Колокольня была восстановлена на историческом месте к 2004 году по проекту архитекторов А. В. Шитова и Д. В. Голубинова. 28 ноября 2004 года на 44-метровую колокольню был установлен купол и закреплен заранее приготовленный шпиль. Общая высота колокольни со шпилем составляет 66 метров. С мая 2010 года в колокольне начал работу церковный магазин «Покровская книга».
В 2007 году была начата новая реконструкция храма, в которую вошла замена всех пяти куполов, полная роспись интерьера и отделка фасада в новых бордовых тонах.

## Статистика
- 1912—1159 домов, 5839 прихожан. Число прихожан мужского пола — 2890, женского — 2949, иноверцев — 370, инославных — 33, раскольников австрийских — 66, беглопоповцев — 61, поморцев — 396, спасова согласия — 39, евангелистов — 37, молокан — 15, баптистов — 8 человек[источник не указан 690 дней].

## Святыни
- Икона свв. Ксении Петербургской, Матроны Московской, прпп. Сергия Радонежского, Серафима Саровского. Икона имеет два мощевика с частицами мощей блж. Матроны Московской и прп. Сергия Радонежского. Передана храму 10 апреля 2010 года преосвященным Лонгином (Корчагиным)
- Ковчег с мощами святых: апостола Андрея Первозванного, свт. Николая Чудотворца, свт. Тихона, патриарха Московского, свт. Филарета, митрополита Московского, свт. Иннокентия, митрополита Московского, свт. Димитрия, митрополита Ростовского, свт. Митрофана, епископа Воронежского, свт. Модеста, патриарха Иерусалимского, свт. Ригина, епископа Скопельского, сщмч. Иоанна, архиепископа Рижского, св. блгв. князя Александра Невского, вмч. Пантелеимона, вмч. Трифона, вмч. Екатерины, мч. Арефы, мч. Александра Римского, прп. Максима Грека, прп. Варнавы Гефсиманского